# Un système non-P
Un système non-P est une nouvelle humoristique de science-fiction de William Tenn.
La nouvelle évoque l'apparition d'une nouvelle idéologie politique dans un futur proche, impliquant le choix des élites dirigeantes, non pas chez les « meilleurs » comme le proposait Platon, mais parmi les « personnalités moyennes ». De fil en aiguille, l'humanité tend à envisager l’humain moyen comme l'idéal à atteindre, avec à long terme une décadence de la civilisation. Le titre « système non-P » signifie « système non platonicien ».

## Publications
- Publications aux États-Unis

La nouvelle est sous le titre original Null-P dans Worlds Beyond no 2, janvier 1951.
- Publications en France

La nouvelle paraît avec une traduction de Marcel Battin sous le titre Le Règne de la norme dans le magazine Fiction no 204 des éditions OPTA en décembre 1970.
Elle est ensuite parue avec la même traduction mais sous le titre Un système non-P dans l'anthologie Histoires de fins du monde en 1974 puis a été rééditée à plusieurs reprises entre 1974 et 1985.

## Résumé
La nouvelle débute ainsi :
« Plusieurs mois après la fin de la troisième guerre mondiale, alors que la radioactivité affectait encore le tiers de la planète ravagé par les hostilités, le docteur Daniel Glurt, de Fillmore (Wisconsin), buta sur la découverte qui devait apporter à l'humanité son ultime avance sociologique. Comme Colomb, tout content de lui après son voyage aux Indes ; comme Nobel, fier de la synthèse de la dynamite parce qu'elle rendrait impossibles les conflits armés entre nations, le docteur interpréta sa découverte d'une manière complètement erronée. »
Ce médecin, comme tous les autres dans le pays, devait établir un bilan de santé de tous ses patients. L'un d'eux était George Abnego, qu'il connaissait depuis sa naissance, c'est-à-dire depuis une trentaine d'années.
Le médecin pratiqua le bilan de santé : taille, poids, tension, examens sanguins, encéphalogramme, tonus du muscle cardiaque, etc.
Après récolement de tous les résultats, il nota sur la fiche de suivi : « En dépit de la prédisposition du sujet aux caries dentaires et de ses pieds plats, je considère qu'il jouit d'une santé moyenne. Physiquement, on peut le considérer comme l'individu standard de Fillmore Township ».
Ce dossier, comme tant d'autres, fut transmis à un médecin du gouvernement, qui le transmis au service de la Recherche, qui demanda à des statisticiens une note à ce sujet.
Quelque temps après, une équipe d'enquête se présentait au cabinet du Dr Glurt, pour avoir un entretien avec lui. Puis plus rien ne se passa jusqu'à ce que le journal local s'empare du sujet.
« Le citoyen de Fillmore est-il le signe que nous attendons ? » titra le Bugle Herald. Le journal insistait sur le fait qu'Abnego était un citoyen tout ce qu'il y avait de banal, bref qu'il était dans la normalité pure.
On découvrit qu'en effet Abnego avait tout de moyen, que ce soit dans sa constitution physique, mais aussi dans sa vie passée (obtention du diplôme de fin d'études, âge lors du mariage, impôt sur le revenu, caries dentaires, etc).
Abnego acquérait une petite célébrité médiatique !
Les médias nationaux s'emparèrent du sujet, qualifiant Abnego d'« homme normal de Fillmore ».
Puis des badges et des photos d'Abnego circulèrent dans le pays.
Quelques mois après devait avoir lieu l'élection présidentielle américaine. Les deux partis en lice essayaient de trouver un « bon candidat ».
Abnego fut choisi par le Parti de la Vieille Garde républicaine, devant être opposé au candidat des Républicains conservateurs. Le slogan d'Abnégo était « Retour à la normale avec un homme normal ». Son adversaire était un bossu, marié sans enfant et qui avait divorcé avec beaucoup de publicité ; il avait aussi rédigé des poésies surréalistes. Son slogan était l'antithèse du slogan abnéguien : « Un homme anormal pour un monde anormal ».
Abnego fut facilement élu pour un mandat de quatre ans.
Puis il fut élu, de manière plus éclatante encore, une deuxième fois.
Son élection à un troisième mandat fut un triomphe.
Depuis son élection initiale, tout semblait être devenu calme et serein. Abnego d'ailleurs était un homme consensuel, calme et posé.
«  Au début du sixième mandat d'Abnego - le premier au cours duquel il fut assisté, en qualité de vice-président, par son fils aîné - un groupe d'Européens, arrivant sur un cargo assemblé à l'aide d'éléments récupérés sur trois destroyers coulés et un porte-avions chaviré, rouvrit les relations commerciales de l'Ancien Continent avec les États-Unis. Reçus partout avec une chaleur indescriptible, ils visitèrent tout le pays, étonnés par la placidité de la population, son absence presque totale d'excitation politique ou militaire, ainsi que par la rétrogradation technologique rapide du pays. (...) La délégation retourna chez elle pour dire à ses compatriotes que les Américains, déjà réputés pour leur folie, s'étaient maintenant spécialisés dans le crétinisme. »
Plus tard, un professeur de philosophie français rédigea un livre que le monde entier lut avec attention. Dans cet ouvrage, le philosophe expliquait que si l'homme du XXe siècle s'était libéré des étroites formulations grecques pour entrevoir une logique non aristotélicienne et une géométrie non euclidienne, il n'avait pas encore osé créer un système politique non-platonicien. Seul Abnego avait osé réaliser cet exploit.
Qu'est-ce que cela signifiait ?
Le philosophe Platon, dans son ouvrage La République, avait affirmé que les meilleurs devaient gouverner la Cité et l'État. Pendant 25 siècles, la question avait été de savoir qui devait être cet homme meilleur que les autres, et comment le sélectionner : sélection par la tradition et la légitimité des armes (rois et empereurs) ?  légitimité du tirage au sort ?  légitimité de l'élection ?  quel type d'élection ?  avec quelle fréquence ?
Selon le philosophe, l'Amérique avait écarté cette conception platonicienne : la République américaine apportait au Monde la « doctrine du dénominateur commun ». Ce n'était pas le meilleur qui allait gouverner, ni d'ailleurs le pire, mais le « moyen », le « non-meilleur », le « non-élite ».
On était entré dans un système non-platonicien : non-P.
Ce système n'était d'ailleurs pas mauvais en soi : disparition de l'excitation politique, des conflits, des querelles majeures et des guerres civiles. Fin de l'explication du philosophe. Reprenons le cours de l'histoire des États-Unis et du Monde.
Aux États-Unis, imités peu à peu par d'autres pays, les « Patrons », les « Chefs », les « Tyrans », les « Leaders religieux », furent vite confrontés à des personnes qui contestaient leur autorité au nom de la normalité moyenne abnéguienne. Et au bout de quelques années, on constata que l'échantillon moyen de n'importe quel groupe de la population dure au moins aussi longtemps que le groupe lui-même. C'est pourquoi, sur le long terme, au fil des décennies, les « adeptes Abnégos » prospérèrent et diffusèrent leur pensée et leur philosophie.
Ce fut Oliver Abnego (Abnego IV des États-Unis) qui devint le premier Président universel. En sa qualité de président mondial, Abnego généralisa l'octroi de la scolarité universitaire préférentielle aux étudiants dont le classement correspondait à la moyenne de groupe de leur âge sur l'ensemble de la planète.
D'ailleurs, dans tous les secteurs, que ce soit dans l'Université, la vie des entreprises, la fonction publique, l'Armée, la Recherche ou les activités sportives, on couronnait la réalisation la plus moyenne, et des sanctions frappaient les résultats les plus hauts et les plus bas. Une tendance générale à l'uniformité se faisait sentir. L'humanité se repliait inconsciemment vers son centre.
Quand plus tard les sources de pétrole se tarirent, les hommes se tournèrent vers le charbon.
Des révoltes eurent lieu ; des hommes, loin d'Amérique, hurlèrent qu'ils étaient les derniers homo sapiens sur Terre, tous les autres étant devenus des homo abnegus. Mais ces hommes, demeurés violents et extrémistes, s'éliminèrent entre eux, faisant disparaître leur petite communauté.
Quand le charbon fut épuisé, l'Homme réintégra les vastes forêts régénératrices.
Le règne de l'homo abnegus dura un quart de million d'années.
La nouvelle se termine ainsi :
« L'homo abnegus fut finalement contesté - avec succès - par un groupe de chiens de Terre-Neuve qui s'était réfugié sur une île de la Baie d'Hudson à la suite d'un naufrage, au XXe siècle, du cargo qui les transportait vers de nouveaux acquéreurs. Ces chiens, robustes et supérieurement intelligents, contraints par la nature à n'être, durant des centaines de millénaires, qu'une société aboyante, apprirent à parler, un peu à la manière dont les ancêtres simiesques de l'homme avaient appris à marcher (...). Les rigueurs de leur île glacée contribuèrent à aiguiser leur intelligence, et l'imagination stimulée par le froid les chiens parlants créèrent une remarquable civilisation canine dans l'Antarctique avant de s'étendre vers le sud afin de réduire l'humanité en esclavage, et éventuellement la domestiquer. (...) À la suite de quoi, sauf dans les communautés canines les plus arriérées, l'Homme disparut de la planète. »